# 曹一家
曹一家（1969年—），湖南益阳人，长沙理工大学校长，湖南大学教授，从事电力系统等方面的研究。中国教育部第四批“长江学者”特聘教授，享受国务院政府特殊津贴，参与“973”等多个国家重点计划，发表数百篇论文，出版多本专著，曾获得国家科技进步奖、国家自然科学奖等奖项。
1988年在西安交通大学获学士学位。1990年、1994年在华中理工大学分别获硕士、博士学位。1994年9月—1995年8月在英国Loughborough大学从事博士后研究工作。1995年9月—1998年4月在英国Liverpool大学工作,随后在West England大学工作。2000年4月回国任华中理工大学教授、博士生导师。2001年12月起任浙江大学博士生导师，2003年2月起任浙江省政协常委，2005年9月起任浙江大学电气工程学院副院长, 2008年3月起任湖南大学副校长，2018年9月起任长沙理工大学党委副书记、校长。 （页面存档备份，存于）